# Michael Elizur
Michael Elizur (geboren als Michael Zülzer 26. April 1921 in Leipzig; gestorben 27. Dezember 2003 in Australien) war ein israelischer Diplomat.

## Leben
Michael Zülzer war ein Sohn des Kaufmanns Berthold Zülzer und der Mira Kaplan. Er besuchte in Leipzig ein Gymnasium. Als es 1933 zu Machtergreifung der Nationalsozialisten kam, wurde er zu Verwandten nach Palästina geschickt, die Eltern folgten ein Jahr später. Elizur besuchte ein Gymnasium in Tel Aviv und schloss sich 1935 der Hagana an. 1939 wurde er Mitglied der Histadrut und 1940 der Mapai. 1946/47 besuchte er die Diplomatenschule der Jewish Agency.
Im Mai 1948 trat Elizur dem diplomatischen Dienst bei. In den 37 Jahren seiner Karriere wurde er unter anderem in London, New York City und Rangoon tätig. Seinen ersten Botschafterposten bekleidete er in Canberra, wo er als nicht-residierender israelischer Botschafter die diplomatischen Beziehungen zu Fidschi, Tonga, Samoa und Papua-Neuguinea betreute. 
Nach seiner Rückkehr nach Israel wurde er in Jerusalem Leiter der im Außenministerium für die Vereinten Nationen zuständigen Abteilung. Von 1984 bis 1986 war Elizur in Nachfolge von Issachar Ben-Yaacov Botschafter in Österreich. In dieser Zeit vertrat er in Personalunion Israel bei den Vereinten Nationen in Wien. In Folge der Waldheim-Affäre wurde er 1986 nach Israel zurückberufen, kehrte jedoch nach dem Amtsantritt Waldheims einstweilen nach Wien zurück. Er hatte sich in Interviews vor einer voreiligen Überreaktion in der Affäre Waldheim warnend ausgesprochen und wurde dadurch selbst zum Ziel einiger Presseattacken. Er ging bereits im Oktober 1986 in den Ruhestand, als interimistischer Geschäftsträger der Botschaft Israels in Wien fungierte von 1986 bis 1990 Gideon Yarden. Im Dezember 2003 starb Elizur nach kurzer schwerer Krankheit während eines Familienbesuches in Australien.
Elizur war mit der Biologin Erela Ephrati verheiratet, sie hatten zwei Kinder.